# Laguna La Dulce

La laguna La Dulce (en français Lagune d'eau douce) est un lac de faible 
profondeur ou lagune, situé dans la province argentine de La Pampa. Elle est alimentée par le bras le plus occidental du río Chadileuvú (ou Salado ex-Desaguadero).
Elle doit son nom au fait que, par rapport aux autres lagunes de la région, elle apparait comme manifestement moins salée. Elle est de forme approximativement circulaire. 
Elle a comme particularité de posséder une abondance de poissons. La pêche y est fructueuse pourvu que la lagune soit suffisamment alimentée en eau. Dès lors que le débit du río Chadileuvú n'est pas interrompu par manque d'eau, une importante activité de pêche s'y déroule. 

## Quelques données chiffrées
- Sa surface se trouve à une altitude de 221 mètres. (2 mètres de plus que Urre Lauquén)
- Sa superficie est de 93 800 000 de m² soit 93,8 kilomètres carrés
- Sa profondeur moyenne est de 1,5 mètre.
- Le volume d'eau pouvant être contenu est de 300 millions de m³.
- La longueur de ses rives est de 26 kilomètres.
- L'étendue de son bassin versant est de 240 000 km²
- Son émissaire, est le lac Urre Lauquén dans les périodes de crues.